# ラクラン・ブキャナン
ラクラン・ブキャナン（Lachlan Buchanan, 1990年4月25日 - ）は、オーストラリア出身の俳優である。

## 出演作品

### テレビ
- NCIS:LA 〜極秘潜入捜査班
- プリティ・リトル・ライアーズ
- パワー・オブ・フォー　普通じゃない家族
- クリミナル・マインド/FBI vs. 異常犯罪

### 映画
- ブルー・ブルー・ブルー（ジェシー）
- そんなキミに恋してる Behaving Badly (2014) - ビリー・ベンダー役